# Badia Hadj Nasser
Badia Hadj Nasser (Tangeri, 8 maggio 1938) è una psicoanalista francese.

## Biografia
Si dedica alla psicoanalisi clinicamente e in termini di ricerca. Partecipò al lavoro su "The Arabian Nights" pubblicato in Written works, Arabia today, PUF, 1989. Produsse un testo dal titolo "The fascination of virginity and its resonance in the immigrant women body" in Space-Time ed Exile Traces , Grenoble.
È membro della Société des Gens de Lettres. Vive a Parigi e Tangeri.

## Opere
- Lettres à Lui , Éditions du Seuil, 1980. Novel.
- Les plages ignorées , Éditions du Seuil, 1982. Novel.
- Le voile mis à nu , Éditions Arcantères, 1985. Novel. ISBN 9782868290083
  - El velo al desnudo, Translator María Esperanza del Arco Heras, Alcalá Grupo Editorial, 2007, ISBN 9788496806221
- Les mille et une nuits, corps écrit, l’Arabie heureuse, PUF, 1989. Essai.
- La fascination de la virginité et sa résonance dans le corps des femmes immigrées, Éditions La pensée sauvage, 1991. Essai.
- Essai sur les femmes libres dans l’Antiquité et de nos jours de la Méditerranée au Gange , Éditions G. Pastre, 1992.
- Ouvrage collectif. Les Hédonistes , Editions de la Guette, 2009. Nouvelles. (Editions de la Guette, ISBN 9782360550005
- Tanger, rue de Londres: nouvelles, Marsam, 2010, ISBN 9789954212011
- Le cap des Trois Fourches, Éd. de la Guette, 2012, ISBN 9782360550012

| Controllo di autorità | VIAF (EN) 40809088 · ISNI (EN) 0000 0001 1948 9406 · LCCN (EN) n85128054 · GND (DE) 151703515 · BNF (FR) cb12663344w (data) · J9U (EN, HE) 987007587846505171 |